# Apostelkruis
Apostelkruisen (ook wijdingskruisen, consecratiekruisen) zijn twaalf kruisjes die op de binnenzijde van de buitenwanden van een katholiek kerkgebouw worden geschilderd, bevestigd of ingemetseld. Het wordt meestal aangebracht in een rond medaillon. Bij de kerkwijding worden deze kruisjes gezalfd met chrisma.

## Symboliek
Het aantal kruisen vindt zijn oorsprong in de symboliek van het getal 12, zoals dat vermeld staat in de Bijbel, in het bijzonder op Openb. 21, waar sprake is van de twaalf poorten van het nieuwe Jeruzalem, symbool van de alomvattendheid van het heil in de eindtijd, waarheen de Kerk op aarde de weg is. De fundamenten van deze nieuwe stad zijn de twaalf apostelen, die het heil van de eindtijd hebben verkondigd.

## Oorsprong en geschiedenis
De praktijk van de wijdingskruisen stamt uit de Middeleeuwen: het gebouw werd door een uitgebreide rituele plechtigheid door de bisschop ingewijd. Het op twaalf plaatsen zalven van de wanden van de kerk was daar een onderdeel van. Die plekken werden aangegeven door een geschilderd kruis. Hierna was het gebouw alleen nog voor de eredienst bestemd. De wijdingsdag was en bleef eeuwenlang een feestdag voor de katholieke gemeenschap en werd gevierd met een ‘kerkmis’, gevolgd door een feest dat ‘kermis’ ging heten.Tegenwoordig kan worden volstaan met vier wijdingskruizen. 

### Uitvoeringsvormen
Naast de klassieke geschilderde kruisen zijn er nog enkele varianten ontstaan:
- Op de wijdingskruisen kunnen kandelaars zijn aangebracht die op de jaardag van de kerkwijding aangestoken werden.[2][3]
- Een andere uitvoering is dat het schild met het kruis gedragen wordt door een apostelbeeld; dit is het geval voor de Sainte-Chapelle in Parijs.
- Er zijn enkele voorbeelden waar naast de geschilderde kruisen aan de binnenzijde, ook apostelkruisen gebeeldhouwd zijn  aan de buitenzijde van de kerk. De Kathedraal van Salsbury is er een voorbeeld van.

## Voorbeelden
- Geschilderd eenvoudig apostelkruis in de Pfarrkirche van Metnitz in de deelstaat Karinthië.

- In de Sint-Nicolaaskapel op de voormalige Valkhofburcht in Nijmegen staan drie ronde geschilderde wijdingskruisen op de buitenmuren aangebracht bij de herinwijding van de kapel op het einde van de 14e eeuw, na een restauratie.
- In de noordmuur van de 13e eeuwse kerk van Wirdum bevindt zich een wijdingskruis.[4]
- In de Maria-kerk van Eelde is een wijdingskruis teruggevonden van c. 1300.[5]
- het wijdingskruis op de zuidmuur van de 12e eeuwse Kerk van Eenum.[6][7]

## Variant op het altaar
In de altaarsteen werden vijf wijdingskruisen gehakt, die stonden voor de vijf wonden van Christus aan het kruis.

## Galerij

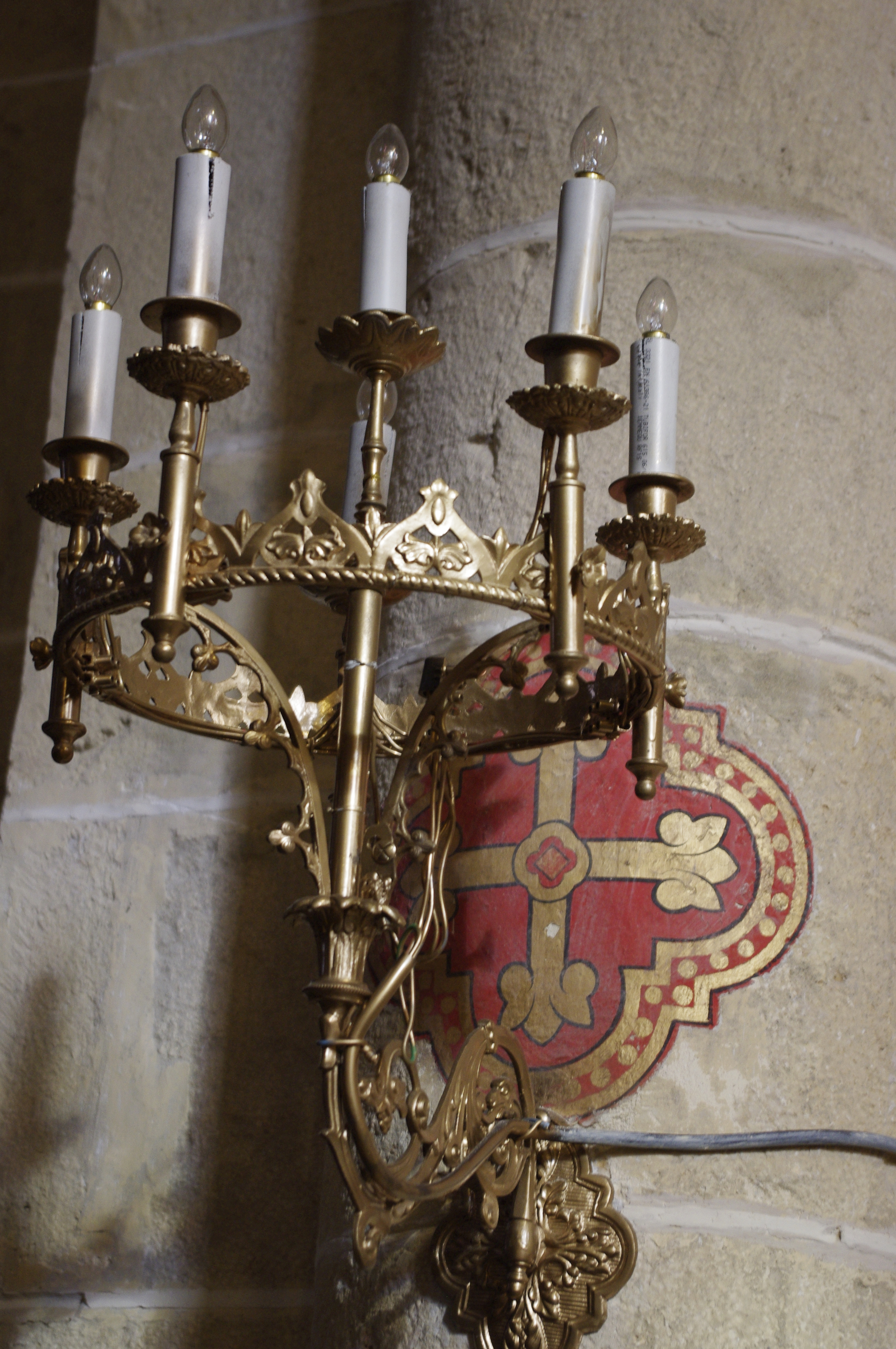
Wijdingskruis met kandelaar ervoor in de abdijkerk van  Sorde-l'Abbaye
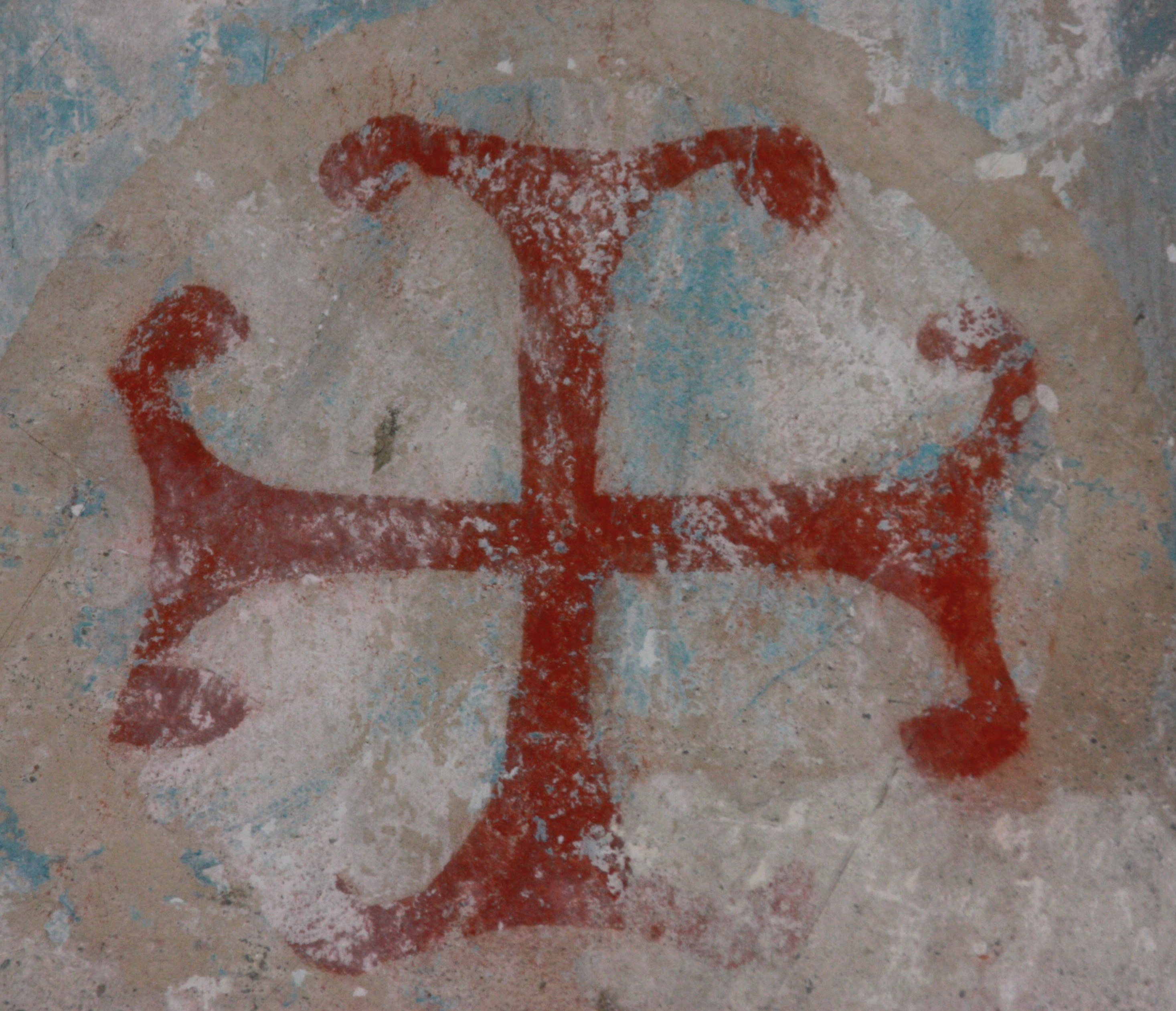
Geschilderd apostelkruis in de Pfarrkirche van Metnitz (Oostenrijk)
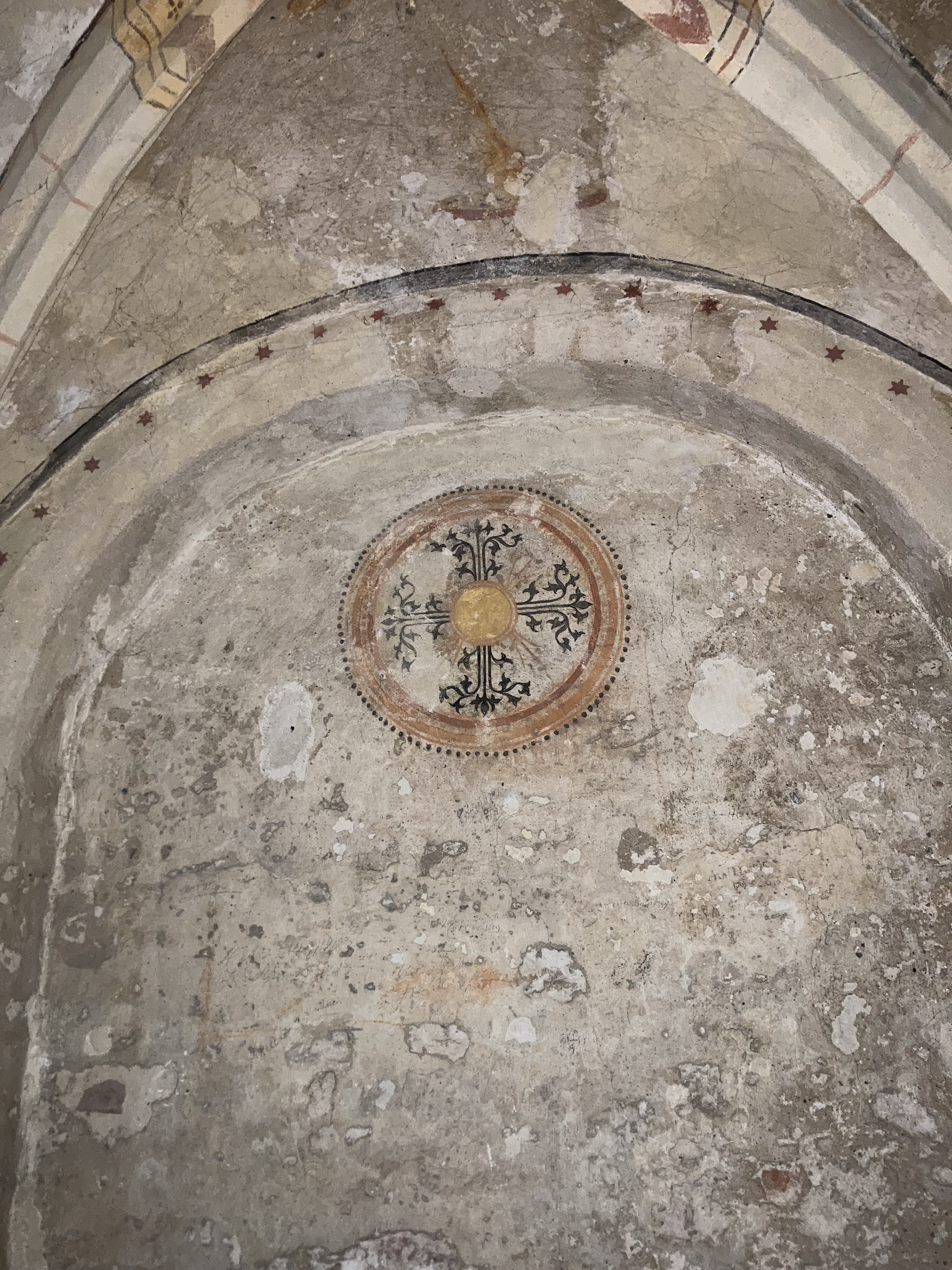
Eén van de drie geschilderde apostelkruisen in de Sint-Nicolaaskapel in Nijmegen (Nederland)
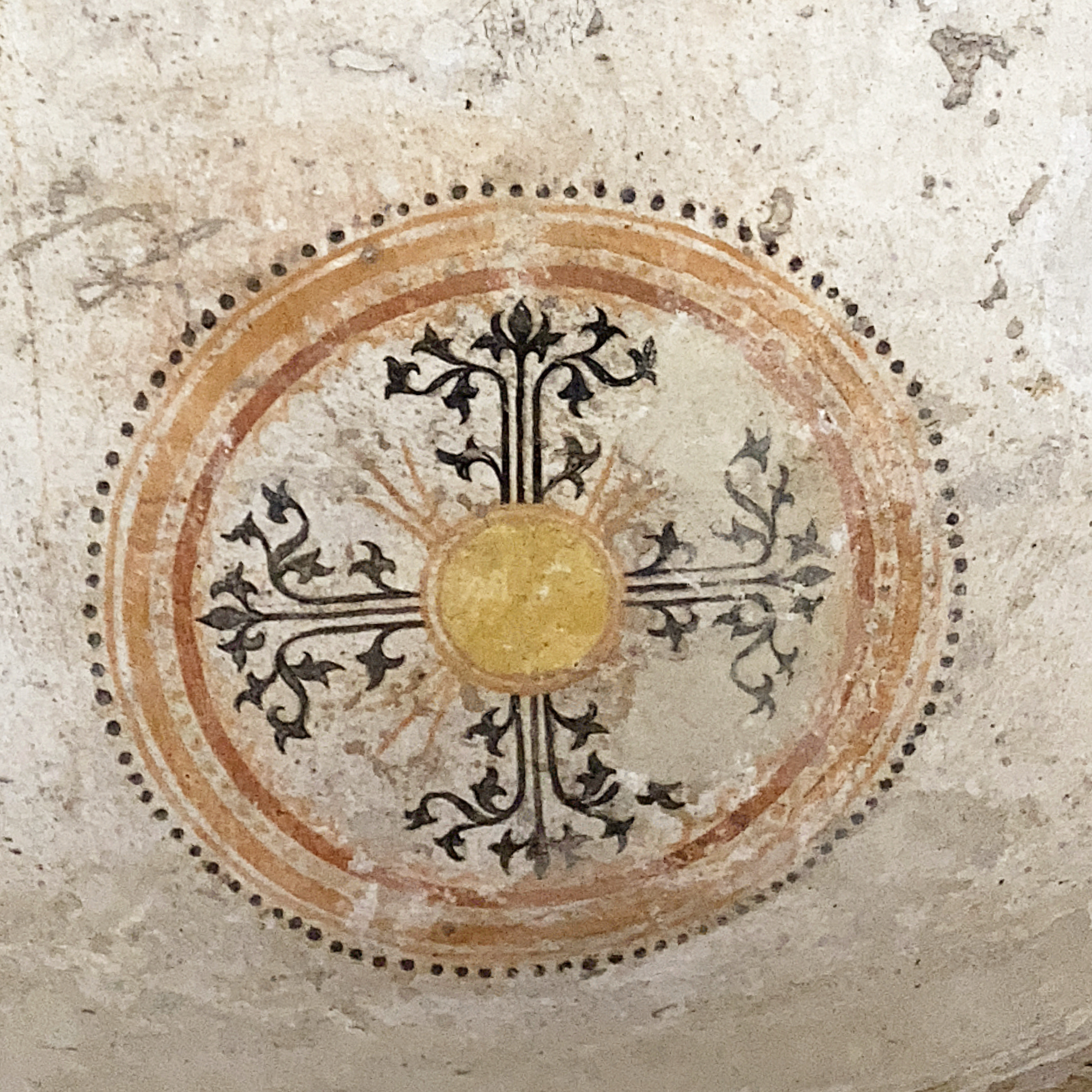
Detail van het wijdingskruis in de Sint-Nicolaaskapel in Nijmegen
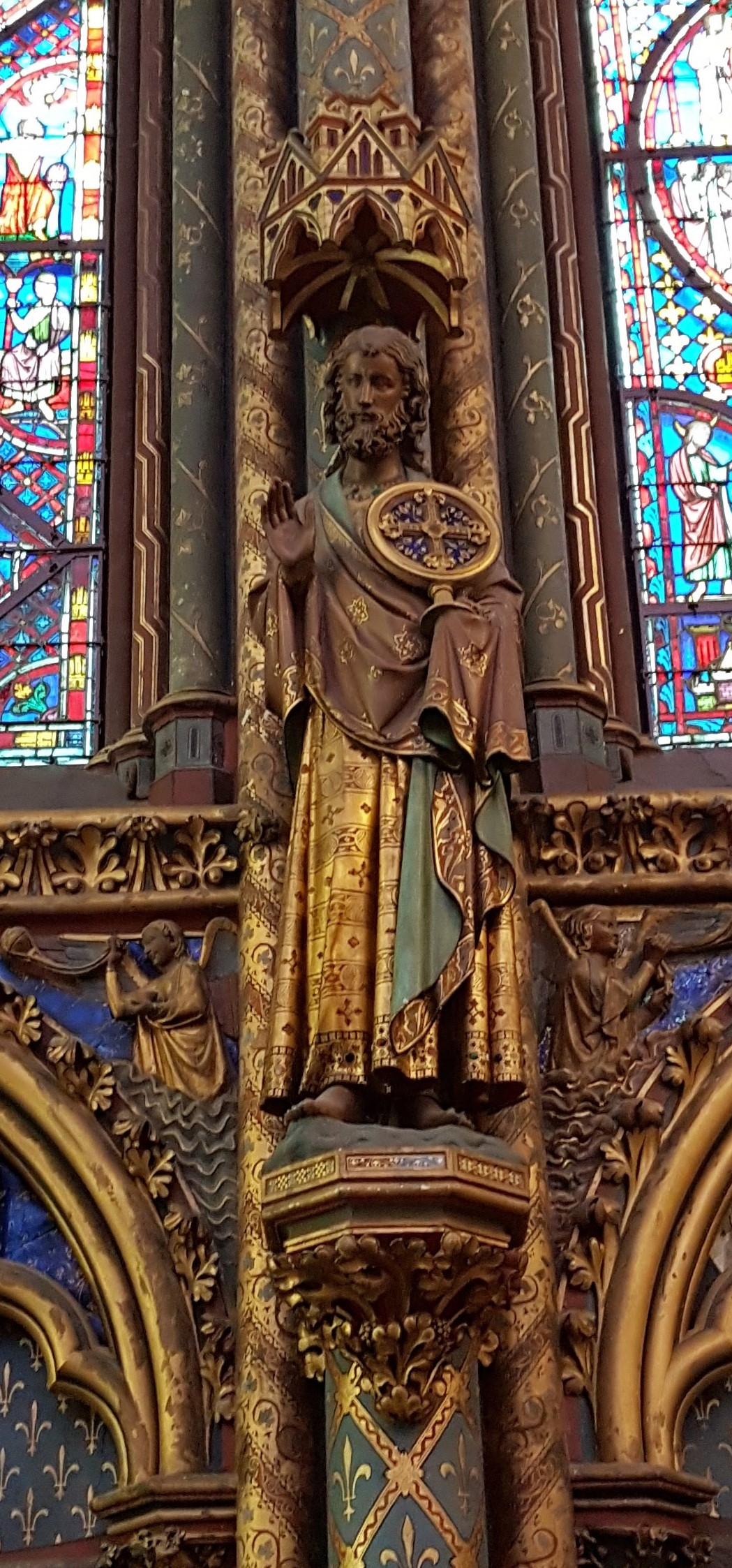
Apostelbeeld met het apostelkruis in de Sainte-Chapelle in Parijs